# Янг, Харольд (режиссёр)
Харольд Янг (англ. Harold Young; 13 ноября 1897, Портленд — 3 марта 1972, Беверли-Хиллз, Калифорния) — американский кинорежиссёр, монтажёр и актёр.

## Карьера
Харольд Янг родился в 1897 году в Портленде, штат Орегон, и учился в Колумбийском университете до того, как в начале 1920-х уехал в Голливуд, где в течение следующих нескольких лет работал в нескольких кинокомпаниях: (Warner Bros., MGM, Paramount).
Вскоре Paramount Pictures отправила Янга в Европу, где он работал монтажёром для фильмов, снятых в Париже. Потом Янг также работал в Лондоне в качестве монтажёра у кинорежиссёра и кинопродюсера Александра Корда, с которым он уже сотрудничал в Голливуде  на съёмках фильма «Частная жизнь Елены Троянской», и был руководящим монтажёром его британских фильмов «Частная жизнь Генриха VIII» (1933), «Возвышение Екатерины Великой» и «Частная жизнь Дон Жуана» (оба в 1934).
В результате этой очень успешной деятельности Корда доверил ему в 1934 году режиссуру исторического фильма о времени Французской революции, который он (Корда) продюсировал. В результате «Алый первоцвет» имел огромный успех у публики и впоследствии принёс Янгу режиссёрские контракты с Paramount и Universal Studios, которые вернули его домой в Соединённые Штаты. Но ни одна из режиссёрских работ Янга после, не поднялась выше статуса фильмов категории B.
Харольд Янг периодически появлялся в небольших ролях в фильмах и телесериалах, а также — в нескольких бродвейских постановках: с октября 1938 по ноябрь 1945 года.
Он умер 3 марта 1972 года в Беверли-Хиллз, штат Калифорния.

## Избранная фильмография

### Монтажёр
- Восход солнца (1925)
- Салли, Ирен и Мэри (1925)
- Силач (1926)
- Охотник на мужей (1927)
- Частная жизнь Елены Троянской (1927)
- Её личная жизнь (1929)
- Разрисованные ангелы (1929)
- Яркий свет (1930)
- Удар плетью (1930)
- Обслуживание для леди (1932)
- Репетиция свадьбы (1932)
- Частная жизнь Генриха VIII (руководящий монтажёр; 1933)
- Девушка из ресторана «Максим» (1933)
- Возвышение Екатерины Великой (руководящий монтажёр; 1934)
- Частная жизнь Дон Жуана (руководящий монтажёр; 1934)

### Режиссёр
- Оставьте это Бланш (1934)[5]
- Алый первоцвет (1934)[6]
- Без сожаления (1935)
- Забытая женщина (1939)
- Саботаж (1939)
- Каждую минуту рождается человек (1942)
- Гробница мумии (1942)
- Три кабальеро (1944)
- Я буду помнить Эйприл (1945)
- Застывший призрак (1945)
- Пленник джунглей (1945)
- Ложь (1954)
- Колдовство (1961)